# Molnár Attila Dávid
Molnár Attila Dávid (Budapest, 1976. április 24. –) Kollányi Ágoston-díjas természetfilmes, rendező, forgatókönyvíró, tanár. A Természetfilm.hu Tudományos Filmműhely alapítója és elnöke, a Színház- és Filmművészeti Egyetem doktorandusza, az Eötvös Loránd Tudományegyetem Természettudományi Karának vendégoktatója, a PET Kupa társalapítója és szervezője, a tudományos  Popular Science Video Workshop alapítója és trénere.
Több mint 100 tudományos ismeretterjesztő filmet készített, amelyekkel elnyerte a Rockenbauer Pál emlékdíjat, több alkalommal a Nemzetközi Tudományos Filmfesztivál, az Envirofilm, a GREENSCREEN, az IWFF és a JWFF különböző díjait.

## Életpályája
1988-ban készítette első tudományos animációs filmjét, 1993-tól vízalatti operatőrként kisfilmeket készített a Magyar Televízió NATURA szerkesztőségében, 1996-ban alapította meg az ECOFilm Egyesületet, a Természetfilm.hu jogelődjét, 1998-ban csatlakozott a Delta (műsor) Tudományos Híradó stábjához, 2002-2003-ban tagja volt az I. Magyar Antarktiszi Tudományos és Filmes Expedíciónak Archiválva 2016. május 30-i dátummal a Wayback Machine-ben, 2003 és 2005 között több búvárexpedíción vett részt Pápua Új Guineában, 2013-ban társalapítóként elindította a PET Kupa kezdeményezést, 2015-től a Popular Science Video Workshop-ot, 2016-ban Amazónia perui részén vett részt nemzetközi tudományos expedícióban. 
2001-ben szerzett MSc fokozatot molekuláris biológia szakirányon, szakdolgozatát az ELTE Mikrobiológia Tanszékén írta, együttműködésben a Bécsi Egyetem Tengerbiológia Tanszékével. 2003-ban az ELTE Videokommunikáció és Alkalmazott Videó szakán szerzett diplomát. 2016 óta a Színház- és Filmművészeti Egyetem doktorandusza. 
Mentorai ifj. Kollányi Ágoston, Sinkó István, Székely Orsolya, Szabó Lászlóné Bella, Heszlényi Judit, Schróth Ágnes, Lovas Béla, Brankovits István, Juhász Árpád (geológus) és Dombovári Tibor voltak.

## Tudományos és oktatási tevékenysége
Szakdolgozati témája a mélytengeri baktériumközösségek rokonsági viszonyainak kutatása Archiválva 2017. október 9-i dátummal a Wayback Machine-ben volt riboszomális RNS szekvencia-analízis alapján. Filmkészítőként, kutatókkal közösen kezdett foglalkozni a tudományos video abstract műfajával, a témában több tanulmányt publikált. Számos tudományos kutatási eredményeket bemutató video abstract rendezője. Tudományos ismeretterjesztő filmjei mellett több ismeretterjesztő cikk szerzője az Élet és Tudományban, a Földgömb magazinban és a National Geographic magyar kiadásában. A Spektrum (televízióadó) fordítója, majd szerkesztője. Részt vett a Gólyavári Esték című rendezvénysorozat szervezésében. Visszatérő vendég-előadó az Eötvös Loránd Tudományegyetemen, a Magyar Tudományos Akadémia filmklubjában Archiválva 2018. január 4-i dátummal a Wayback Machine-ben, a szolnoki TISZApART Moziban és a Felfedezők Napján. Filmjei több időszakos és állandó kiállításon kerültek bemutatásra, a Millenárison és a Magyar Természettudományi Múzeumban.

## Társadalmi felelősségvállalása
20 éve egyesületi elnök a Természetfilm.hu Egyesületben, tagja a Magyar Madártani és Természetvédelmi Egyesületnek. Több tagtoborzó filmet és szemléletformáló kisfilmet készített természetvédelmi, környezetvédelmi és hulladékgazdálkodási témakörben. Számos sikeres közösségi adománygyűjtő akcióban működött közre, mind nemzetközi, mind hazai színtéren. Rendszeres adományozó az Adjukossze.hu oldalon. Alapítóként és ötletgazdaként vett részt a PET Kupa nevű civil környezetvédelmi akciósorozat elindításában, mely 2013 óta több mint 10 tonna hulladéktól szabadította meg a Tiszát, és több kisfilmben hívta fel a közvélemény figyelmét a folyó szennyezésére. 2014-ben és 2015-ben a PET Kupa főszervezője volt.

## Előadások, meghívások, ösztöndíjak
- IV. Innovatív Szemléletformálási Konferencia, meghívott előadó (2018)
- Cayetano Egyetem, Lima, Peru, meghívott előadó (2018)
- Eötvös Loránd Tudományegyetem, Természettudományi Kar, önkéntes előadó (2017-2018)
- IFLA World Library and information Congress – Extending Media Literacy Education, előadó (2017)
- Industry 4 Science, AFO52, Olomouc – How to make a science video, előadó (2017)
- Biológus Tavaszi Iskola, meghívott előadó (2017)
- II. Kerekasztal és ötletbörze a Tiszáért, előadó (2017)
- Számlázz.hu Műhely a fenntarthatóságról, kerekasztal beszélgetőpartner (2017)
- Természettudományi Kommunikáció Központ, ELTE TTK, vendégoktató (2017)
- ADJUK+Össze, Adománygyűjtési konferencia civileknek, előadó (2016)
- TPDL 2016 Conference, Hannover – Videos in digital libraries workshop, előadó (2016)
- Nemzetközi Természetfilm Fesztivál Gödöllő, Filmszakmai napok, meghívott előadó (2016)
- Felfedezők Napja, kiállító, meghívott előadó (2016)
- Camp 4 Science, Olomouc, tudományos filmfejlesztés, hivatalos partner (2016)
- Innovate Peru, tudománykommunikációs ösztöndíj (2016)
- Leibniz Information Centre for Science and Technology, Hannover, meghívott előadó (2016)
- East Silver Market, Jihlava, filmvásár, meghívott producer (2015)
- Leibniz Institute for Zoo and Wildlife Research, Berlin, filmszerkesztő, előadó (2011-2015)
- Emerging producer, World Congress of Science and Factual Film Producers, Germany, ösztöndíjas producer (WCSFP, 2010)
- TEDx Danubia (meghívott előadó, 2010)
- AÖU – Osztrák Magyar Akció Alapítvány, ösztöndíjas kutató (1999)
- Pro Renovanda Cultura Hungariae ösztöndíj (1995)
- SOROS Alapítvány kutatási ösztöndíj (1994)
- Köztársasági Ösztöndíj (1993)

## Fesztiváldíjai
- AAAI 2016 (Association for the Advancement of Artificial Intelligence) Video Competition, Most Entertaining Video Award for Finding Linda
- INTERNATIONAL NATURE FILM FESTIVAL 2016, Gödöllő, Best of Fest in the category of Natural Treasures of the Carpathian Basin for Herman 100/Birdlife Hungary 40
- INTERNATIONAL NATURE FILM FESTIVAL 2016, Gödöllő, Special Prize of the National Innovation and Agriculture Centre for Herman 100 / Birldife Hungary 40
- INTERNATIONAL NATURE FILM FESTIVAL 2016, the Rockenbauer Prize for the excellent work of FILMJUNGLE.EU
- INTERNATIONAL NATURE FILM FESTIVAL 2016, Best 3D Wildlife film for the Four Seasons on the Hortobágy
- JAPAN Wildlife Film Festival 2015, Nature film editing encouragement award for VIPERA LIFE – a serpent’s tale
- MEDIA COUNCIL’s award for the best nature documentary of 2015, main prize for This Tree is Big
- INTERNATIONAL NATURE FILM FESTIVAL 2015, Gödöllő, 3rd Prize in NATURE category for This Tree is Big
- INTERNATIONAL NATURE FILM FESTIVAL 2015, Gödöllő, 2nd Prize in Biodiversity and Conservation category for Wild Crimes
- INTERNATIONAL NATURE FILM FESTIVAL 2015, Gödöllő, Special Prize of SPEKTRUM Television for the PET Cup 1-3 series
- MATSALU Wildlife Film Festival 2014, Special prize for VIPERA LIFE – a serpent’s tale
- BAIKAL International Festival of Popular Science and Documentary Films 2013, Grand Prix for Sharks in my viewfinder
- JAPAN Wildlife Film Festival 2013, Children’s Award for the Invisible Wildlife Photographer
- ENVIROFILM 2013, Prize for the Invisible Wildlife Photographer
- CSODAKUT International Wildlife Film Festival 2013, Best short film’s award for Wild Crimes (ep.: Illegal rhino horn trade)
- CSODAKUT International Wildlife Film Festival 2013, Special prize for Sharks in my Viewfinder
- CSODAKUT International Wildlife Film Festival 2013, Best script prize for Invisible Wildlife Photographer
- OCEAN GEOGRAPHIC Picture of the Year Competition, 2013, Ron Taylor Merit of Excellence Award for the Sharks in my viewfinder
- PUSZTASZER National Wildlife Film Festival 2011, Best professional series award for Mind Your Species
- VAASA Wildlife Film Festival Finland 2010, Best photography for Invisible Bird Photographer
- PUSZTASZER National Wildlife Film Festival 2010, Prize for the Best Series for the title Ants Know it All
- IWFF International Wildlife Film Festival Montana 2009, Merit award for creative approach for the Invisible Bird Photographer
- PUSZTASZER National Wildlife Film Festival 2009, Best of Fest in professional wildlife films for Water works wonders
- NEMZETKÖZI Tudományos Filmszemle Szolnok, 2009, Best of Fest for Bence and his birds
- CMS VATEVARAN Film Festival India 2009, Children’s Jury award for Liliputian Mimicri
- MATSALU Wildlife Film Festival 2008, Young Jury’s Award for Liliputian Mimicri
- HAZEL WOLF Environmental Film Networks 2008, Best of Fest award for Liliputian Mimicri
- IWFF International Wildlife Film Festival Montana 2008, Honorable mention for educational value of Liliputian Mimicri
- NATURVISION 2007, Best film for Kids prize for Budapest Wild
- IWFF International Wildlife Film Festival Montana 2007, Merit award for creative approach for Budapest Wild
- MATSALU Wildlife Film Festival 2006, Highly commended certificate for Wolfwatching
- NEMZETKÖZI Tudományos Filmszemle Szolnok 2005, The main prize of City of Szolnok for Wolfwatching
- FESTIVAL of ethnographic and wildlife films, 1998, Main prize for the Amphorae of the Cormorant reef

## Filmográfiája
- Kalandjaim a parányok világában (2018-2019, HD, 52’, természetfilm, producer)
- A megörökített rinocérosz (2018, HD, 52', természetfilm, rendező, producer)
- A papagájok birodalma, Papagáj expedíció Amazóniában (2018, HD, 52', természetfilm, rendező, forgatókönyvíró, producer)
- Üzenet a palackban, avagy a petkalózok hivatalos története (2018, HD, 52', természetfilm, rendező, producer)
- Optimized flocking of autonomous drones in confined environments (2018, HD, tudományos videó absztrakt, rendező)
- A gólyák bölcsessége, Wisdom of the flock (2018, HD, tudományos videó absztrakt, producer)
- PET Kupa internetes videósorozat (2018, HD, webvideó-sorozat, producer)
- Darumadár fenn az égen (2018, HD, természetfilm, forgatókönyvíró, producer)
- A papagájok birodalma (2018, HD, 52', természetfilm, rendező, producer)
- Szenior kutyák (2017, HD, websorozat, producer)
- The drumming cockatoo (2017, HD, tudományos videó absztrakt, rendező)
- Kőbaltás ember, 2. Rész: Samu vacsorája (2017, HD, 26’, ismeretterjesztő film, nyelvi lektor, szerkesztő)
- Csalétek (2017, HD, természetfilm, producer)
- A Molnár János barlang (2017, HD, 52', ismeretterjesztő film, producer)
- How dog brains process speech (2016, HD, 2, tudományos videó absztrakt, rendező)
- Mesél a ceruza 1-10 (2016, HD, 10×5′, ismeretterjesztő kisfilmsorozat, forgatókönyvíró)
- Építsünk Szemétevő Szeméthajót! (2016, HD, 2′, kampányfilm, író, vágó, rendező)
- Extinction risks in parrots (2016, HD, 4’, tudományos videó absztrakt, rendező)
- Szólt a kakas: ébresztő! (2016, HD, 4’, animációs kisfilm, író, rendező)
- A szemétevő szeméthajó (2016, HD, 4’, kampányfilm, író, vágó, rendező)
- Herman 100-MME 40, avagy a természetvédelem hajnala Magyarországon (2015, HD, 52, dokumentumfilm, író, rendező)
- Szárnyakat a magasba! (2015, HD, 26’, természetfilm, író)
- Az újjáéledő Fertő (2015, HD, 25’, projektfilm, író, rendező)
- Amazónia papagájai (2015, HD, 25’, természetvédelmi dokumentumfilm, producer)
- Finding Linda (2015, HD, 5’ tudományos videó absztrakt, rendező)
- Négy évszak a Hortobágyon (2015, HD, 3D, 4×12’, természetfilm sorozat, író, társrendező)
- Év Madara: a Túzok (2015, HD, 2’, reklámspot, vágó)
- Kis kamerák, Nagy vadak (2015, HD, 2×26’, természetfilm sorozat, forgatókönyv író)
- Magyar Természet Napja (2014, HD, 3’, kampányfilm, író, vágó, rendező)
- Nagy Fafilm (2014, HD, 52’, természetfilm, író-rendező)
- Vipera Life – Egy kígyó élete (2014, HD, 52’, természetfilm, író-rendező)
- MME 40 (2014, HD, 26’, riportfilm, rendező)
- The Macaw Project (2014, HD, 5’, kampányfilm, szövegíró, rendező)
- Valamit Visz a Víz (2014, HD, 3×26’, dokumentumfilm sorozat, író, társproducer)
- Év Madara: a Búbos Banka (2014, HD, 2’, reklámspot, vágó)
- Kőbaltás ember (2014, HD, 26’, dokumentumfilm, társproducer)
- Bauxit expedíció (2014, HD, 26’, dokumentumfilm, író)
- Az időgyűrű ura (2014, HD, 3×26’, dokumentumfilm, forgatókönyv író)
- Human and dog brains have special voice sensitive areas (2014, HD, 5’, tudományos videó absztrakt, rendező)
- Év madara: a Gyurgyalag (2013, HD, 2’, reklámspot, vágó-rendező)
- Budapest Underground (2013, HD, 2×26’, dokumentumfilm sorozat, író, társproducer)
- Szállj velünk! (2013, HD, 5×2’, kampányfilm sorozat, rendező)
- Cápák a keresőmben (2013, HD, 52’, természetfilm, társrendező)
- Állati Oknyomozók (2012, HD, 5×12’, író, rendező, producer)
- Tamtam, my friend (2012, HD, 12’, bábfilm, rendező)
- The Sabah Rhino Project (2012, HD, 3×5’, kampányfilm sorozat, rendező)
- Orrszarvúak végveszélyben (2011, HD, 26’, természetvédelmi dokumentumfilm, producer)
- Mindentudás Egyeteme (2011, HD, 52’, ismeretterjesztő filmsorozat, író)
- Láthatatlan Madárfotós (2011, HD, 3×26’, természetfilm sorozat, író-rendező)
- A hangyák mindent tudnak (2010, HD, 10×12’, ismeretterjesztő filmsorozat, producer)
- Fejjel a fajnak (2009, HD, 5×15’, természetfilm sorozat, producer)
- Természetfilmesek és egyéb állatfajták (2009, 12×26’, SD, riportfilm sorozat, producer)
- Lapalala, a követendő példa (2008, 26′, HDV, producer)
- Bence meg a többi jómadár (2007, 26’, HDV, riportfilm, rendező)
- Lulu a világszám (2007, 26’, HDV, dokumentumfilm, rendező)
- Főszerepben a túzok (2007, 26’, HDV, ismeretterjesztő film, rendező)
- Lilliputi Mimikri 1-3 (2006, 3×26’, SD, természetfilm sorozat, műsorvezető, operatőr, rendező)
- Víz, víz, tiszta víz (2006, 26’, SD, természetfilm, operatőr-rendező)
- Pápua Új Guinea – egy másik időzóna (2006, 26’, SD, útifilm, operatőr,rendező)
- Budapesti vadon (2006, 26/52′, HDV, természetfilm, forgatókönyvíró, társrendező)
- Farkaslesen (2005, SD, 52’, ismeretterjesztő film, operatőr, rendező)
- Tiszavirág, egy nap pompa (2005, SD, 26’, vízalatti operatőr)
- Fagyos Oázis (2005, SD, 52’, operatőr)
- A Monarchia hajóroncsai 1-3 (2004, SD, 3×26, történelmi dokumentumfilm-sorozat, vízalatti operatőr, rendező)
- 10 PARK, Magyarország Nemzeti Parkjai (2003, SD, 10×52’, természetfilm sorozat, vízalatti operatőr)
- Antarktisz, az élet fagyos szigete (2002, SD, 3×26’, természetfilm sorozat, operatőr)
- Iskola utca (2001, SD, 10×26’, ismeretterjesztő magazinműsor, író-szerkesztő)
- Vízjárók (2001, SD, 17’, dokumentumfilm, vízalatti operatőr, rendező)
- Az elveszett doboz (2000, SD, 5’, kísérleti rövid természetfilm, vízalatti operatőr, rendező)
- Gólyavári Esték – tudaton innen és túl (2000, SD, 52’, ismeretterjesztő film, rendező)
- A Kormorán-zátony amfórái (1998, SD, 26’, természetfilm, vízalatti operatőr, rendező)
- Tengeri történetek 1-2 (1997, SD, 2×26’, természetfilm, vízalatti operatőr, rendező)
- Adriai pillanatok (1996, SD, 26’, természetfilm, vízalatti operatőr, rendező)
- Börzsöny mélyén (1996, SD, 10’, dokumentumfilm, operatőr)
- Akvárium falak nélkül (1995, SD, 26’, expedíciós film, vízalatti operatőr, rendező)
- Szivárványtenger (1994, SD, 5×3’, televíziós magazinműsor, szerkesztő)
- Jadran birodalma (1993, SD, 5’, televíziós magazinműsor, szerkesztő)
- A csikóhal szülése (1993, SD, 11’, természetfilm, operatőr, rendező)
- Evolúció (1988, S8mm, 4’, kísérleti animációs film, író, rendező)